# École nationale des travaux maritimes
L'École nationale des travaux maritimes (ENTM) formait les ingénieurs militaires du corps des ingénieurs des études et techniques de travaux maritimes. Leurs missions s'exerçaient au sein du Service d'infrastructure de la Défense dont dépendait l'école, des états-majors de la marine nationale et de divers organismes du ministère de la défense. 
La formation se décomposait en deux cycles : un cycle de formation militaire et maritime (formation générale d'officier de la marine nationale, affectation à bord d'un bâtiment opérationnel de la marine), ainsi qu'un cycle de formation ingénieur du BTP et de l'aménagement. La durée totale des études était de quatre années. L'école était associée à l'École nationale des travaux publics de l'État (ENTPE) sur le même campus.
L'école disparait en 2010, absorbée par la nouvelle École Nationale Supérieure des Ingénieurs de l'infrastructure Militaire (ENSIM).